# Dave Allen (comediante)
David Tynan O'Mahoney (Firhouse, 6 de julho de 1936 – Kensington, 10 de março de 2005), conhecido como Dave Allen, foi um comediante da Irlanda.